# Brigada Político-Social
La Brigada Político-Social, el nom oficial de la qual era Brigada d'Investigació Social (coneguda també com La Social, La Secreta o La Brigada) va ser un cos policial repressor vigent durant la dictadura franquista i que es va crear formalment el 1941 amb la Ley sobre funcionamiento de las Jefaturas Superiores de Policía i la Ley de Vigilancia y Seguridad. El seu antecedent immediat fou el Decret de 24 de juny de 1938 dels sollevats en la Guerra Civil que creava, en l'àmbit civil i dins de les competències dels governadors a les distintes províncies, un Negociat polític específic per "al control de les matèries en l'acció política" i la "prevenció i repressió" de qualssevol activitats que "obstrueixin o desviïn" les "directrius generals del govern".
La seva desaparició no es va formalitzar fins a la Llei Orgànica 2/1986, de 13 de març, de Forces i Cossos de Seguretat aprovada durant el primer govern socialista de Felipe González, encara que les seves competències van ser restringides en diferents decrets aprovats en 1976, 1977 i 1981, després del fracassat cop d'estat del 23 de febrer.

## Competències
La Brigada Político-Social s'estructurava dins del Cos General de Policia, encara quan la Guàrdia Civil s'integrava en ella quan s'actuava en nuclis urbans, i per elements falangistes, sobretot en els primers anys.
Depenien directament dels governadors civils i del ministeri de la Governació, i la seva funció repressora s'exercia en l'àmbit de l'oposició al franquisme i de qualssevol grups socials, basant-se en tota la normativa repressora del règim, especialment la Llei de Repressió de la Maçoneria i el Comunisme, la Llei d'Unitat Sindical, la Llei de Responsabilitats Polítiques, la de perillositat i rehabilitació social i la de Vagos y Maleantes. Les seves accions consistien en seguiments, escoltes telefòniques, control de la correspondència particular i de les empreses i col·lectius, (tot això sense cap control judicial), detencions governatives indefinides, confiscació i confiscació de béns i la pràctica de la tortura per a l'esbrinament dels fets o com a forma de càstig. L'aplicació del Fuero de los Españoles, que en teoria garantia alguns dels drets fonamentals, va quedar en la pràctica sense efecte, atès que les funcions de "prevenció del delicte" que la legislació li assignava, permetia als seus membres argumentar detencions encara que ni tan sols existissin sospites fundades sobre la comissió d'un delicte. També, les nombroses situacions d'excepció decretades pel règim, van permetre suspendre l'aplicació del Fur durant llargs períodes i en territoris determinats.
Moltes de les seves activitats eren examinades per dos tribunals creats específicament per la repressió política: el Tribunal Especial de Repressió de la Maçoneria i del Comunisme i els Tribunals d'Ordre Públic, amb el que els tribunals i jutges ordinaris amb prou feines podien conèixer dels assumptes de la Brigada.

## Acció repressora
A Catalunya van exercir la seva activitat des de l'actual Prefectura Superior de Policia de Catalunya de Via Laietana. Antoni Batista i l'associació de jutges, fiscals i advocats, Justícia Democràtica, són les que més han aprofundit la tasca repressora de la Brigada Polític-Social. Justícia Democràtica va destacar en els seus informes, encara en plena dictadura, que es practicaven "les tortures policials en règim d'expressa impunitat" quan es van suspendre els drets durant els múltiples estats d'excepció que des de la dècada de 1960 fins a la mort del dictador es van declarar especialment en tres zones: País Basc, Catalunya i Madrid. En els informes es va assenyalar que, en aquelles situacions i llocs on no s'estava en règim d'excepció, les brigades presentaven els seus informes i peticions per a la signatura dels jutges sense cap formalisme, amb pressa i sota un clima d'amenaça. La possibilitat que un jutge es negués eren remotes, i la que pogués investigar lliurement qualsevol denúncia dels detinguts i/o torturats també, sobretot quan ells mateixos estaven sotmesos a l'acció de les Brigades.
| « | Cap jutge s'atreviria a excusar la tortura en una resolució, però alguns tanquen sistemàticament els ulls a tot signe de tortura i subscriuen l'argument de la seva necessitat com a mètode d'investigació per no deixar inerme l'Estat. | » |